# 三乡镇 (梅县)
三乡镇为原属中华人民共和国广东省梅州市梅县区的一个镇，因所辖小都、黄沙、石楼三个大的村落得名。2004年前后，原三乡镇并入雁洋镇。
三乡是梅县区有名的华侨之乡，村民在中華人民共和國成立前有“出南洋”的传统，今天的印度、印尼，仍有相当数量的三乡籍华侨。

## 教育
1911年前后，由乡绅张丹九公等人创立“三乡公学”（中华人民共和国建政后，改名为“三乡中学”），该中学一直在原址办学。1986年乡人（赤石村）华侨叶桂材、钟桂英夫妇出资40万余元重建后沿用至今。

## 地方志
1989年，当时的三乡乡曾出版志书《三乡乡志》。三乡镇并入雁洋镇后，还曾出版《三乡百年史话》。